# Amadís (Lully)
Amadís (título original en francés, Amadis) es un drama musical en un prólogo y cinco actos con música de Jean-Baptiste Lully y libreto en francés de Philippe Quinault, basado en la adaptación de Nicolas Herberay des Essarts del Amadís de Gaula de Garci Rodríguez de Montalvo. Se estrenó en la Ópera de París el 18 de enero de 1684.
Las tres últimas tragedias de Lully (Amadis, Armide y Roland) estaban basadas en novelas de caballería, en lugar de temas mitológicos. De las tres, Amadis fue la primera, y el rey Luis XIV eligió tema.
Esta ópera rara vez se representa en la actualidad; en las estadísticas de Operabase aparece con sólo 3 representaciones para el período 2005-2010.